# Erkan Teper
Erkan Teper (* 18. Juni 1982 in Ahlen) ist ein deutscher Profiboxer türkischer Abstammung. Er wurde 2015 Europameister im Schwergewicht.

## Amateurkarriere
Erkan Teper begann im Alter von 19 Jahren mit dem Boxen und bestritt 146 Amateurkämpfe mit 130 Siegen und 2 Unentschieden. Er wurde mehrfacher Westfalenmeister und Westdeutscher Meister, sowie zweifacher Deutscher Mannschaftsmeister. 2006 wurde er nach Finalniederlage gegen Konstantin Airich Deutscher Vizemeister, ebenso 2007 nach knapper Finalniederlage gegen Stefan Köber. Im Halbfinale war ihm ein Sieg gegen Erik Pfeifer gelungen.
Auf internationaler Ebene gewann er 2006 das Amber Gloves Turnier in Kaliningrad mit Siegen gegen die Russen Sergei Suchankin und Sergei Pletosu. 2007 gewann er die Silbermedaille beim Chemiepokal, nachdem er erst im Finale von Kubrat Pulew gestoppt wurde. Eine weitere Silbermedaille gewann er 2007 bei den Militärweltspielen im indischen Hyderabad.
Bei der europäischen Olympiaqualifikation 2008 in Athen schied er im Viertelfinale gegen Cristian Ciocan aus, gewann aber noch 2009 die Bolivarian Alternative Games. Er schlug dabei die Kubaner Orlando Rabi und Luis Pons, sowie den Ecuadorianer Jorge Quiñones, Medaillengewinner der Panamerikanischen Spiele 2007.

## Profikarriere
2010 wechselte er ins Profilager und kämpfte unter anderem bei Arena Box-Promotion und Z!-Promotion. Sein Trainer ist Oktay Urkal. Sein Debüt gewann er am 4. September vorzeitig gegen Marcel Zeller. In seiner weiteren Aufbauphase kämpfte er auch in den USA, Serbien, Türkei, Österreich und der Schweiz. Er schlug Jakov Gospić beim Kampf um den Mittelmeerraum-Titel der WBC, den ungeschlagenen Timur Musafarow und den Briten Michael Sprott. 
Im Juni 2014 besiegte er den ebenfalls ungeschlagenen Newfel Ouatah vorzeitig in der sechsten Runde und gewann damit die EU-Meisterschaft. Im März 2015 folgte ein einstimmiger Punktesieg über zwölf Runden gegen Johann Duhaupas (Bilanz: 31-1) und damit der Gewinn des Interkontinentalen Meistertitels der IBF.
Am 17. Juli 2015 erhielt er in Ludwigsburg einen EM-Titelkampf (EBU) gegen den bei Sauerland Event unter Vertrag stehenden Briten David Price. Dabei gewann Teper bereits in der zweiten Runde durch K. o. und wurde damit erster deutscher Schwergewichts-Europameister seit Luan Krasniqi (2004) und der erste in Deutschland geborene seit Jürgen Blin (1972). Anfang Dezember 2015 legte Teper den Titel des Europameisters (EBU) nieder, nach eigenen Angaben wegen einer Verletzung, und verzichtete auf die Titelverteidigung gegen Robert Helenius. Kurz danach bestätigte der BDB-Präsident allerdings Pressemeldungen, dass Teper sowohl beim EM-Kampf im Juni 2014 als auch beim EM-Kampf im Juli 2015 positive Dopingproben abgab. Nach dem ersten Test war er für sechs Monate gesperrt worden, was jedoch nicht öffentlich bekannt gemacht wurde.
Am 15. Oktober 2016 verlor er in Hamburg-Wilhelmsburg knapp nach Punkten gegen Christian Hammer. Fünf Monate später verlor er in Leipzig nach Punkten gegen Mariusz Wach.
Nach Siegen über Davit Gorgiladze, Evgenios Lazaridis und Zoltan Csala ging Teper im September 2018 im Kampf um den vakanten IBF Intercontinental Heavyweight Title gegen Robert Helenius KO.
Nach der Niederlage trennten sich Teper und sein Trainer Oktay Urkal. Neuer Coach wurde Sükrü Aksu.
Am 23. September 2021 verlor er bereits in der ersten Runde gegen Arslanbek Machmudow.